# Canton de Vincennes-Est
Le canton de Vincennes-Est est une ancienne division administrative française située dans le département du Val-de-Marne et la région Île-de-France.
Le canton est supprimé lors du redécoupage cantonal de 2014 en France, et son territoire est intégré dans les nouveaux cantons de Vincennes et de Fontenay-sous-Bois.

## Histoire

### Département de la Seine
Conseillers généraux des anciens cantons de Vincennes :

### Département duVal-de-Marne
Lors de la création du département du Val-de-Marne, le décret du 20 juillet 1967 divise la commune de Vincennes en deux cantons : le canton de Vincennes-Est et celui de Vincennes-Ouest.
Le canton de Vincennes-Est est modifié une première fois par le décret du 20 janvier 1976, qui modifie le découpage de la commune de Vincennes et ajoute au canton une partie de celle de Fontenay-sous-Bois. Le canton est renommé à cette occasion Canton de Vincennes-Fontenay-Nord.
Le décret de 1976 crée également le canton de Vincennes-Fontenay-Sud, qui comprend le surplus de Vincennes et une partie de  Fontenay-sous-Bois, qui dépendait antérieurement du canton de Fontenay-sous-Bois renommé à cette occasion canton de Fontenay-sous-Bois-Est. 
Le canton de Vincennes-Fontenay-Nord est remanié par le décret du 24 décembre 1984 qui en extrait la partie de Fontenay-sous-Bois afin de créer le canton de Fontenay-sous-Bois-Ouest. Le canton recouvre à cette occasion sa dénomination de Canton de Vincennes-Est.
Un nouveau découpage territorial du Val-de-Marne entré en vigueur à l'occasion des premières élections départementales suivant le décret du 17 février 2014. Les conseillers départementaux sont, à compter de ces élections, élus au scrutin majoritaire binominal mixte. Les électeurs de chaque canton élisent au Conseil départemental, nouvelle appellation du Conseil général, deux membres de sexe différent, qui se présentent en binôme de candidats. Les conseillers départementaux sont élus pour 6 ans au scrutin binominal majoritaire à deux tours, l'accès au second tour nécessitant 12,5 % des inscrits au 1er tour. En outre, la totalité des conseillers départementaux est renouvelée. Ce nouveau mode de scrutin nécessite un redécoupage des cantons dont le nombre est divisé par deux avec arrondi à l'unité impaire supérieure si ce nombre n'est pas entier impair, assorti de conditions de seuils minimaux. Dans le Val-de-Marne le nombre de cantons passe ainsi de 49 à 25.
Dans ce cadre, les cantons de Vincennes-Est et de Vincennes-Ouest, de Fontenay-sous-Bois-Est et de Fontenay-sous-Bois-Ouest sont supprimés pour permettre la création des nouveaux cantons de Vincennes (qui ne comprend qu'une partie de cette commune) et de Fontenay, qui comprend Fontenay-sous-Bois et le surplus de Vincennes.

## Administration
| Période | Période | Identité          | Étiquette | Qualité                                                |
| ------- | ------- | ----------------- | --------- | ------------------------------------------------------ |
| 1967    | 1970    | Paul de Benedetti | RI        |                                                        |
| 1970    | 1976    | Henri Bonnemain   | CNI       | Pharmacien Adjoint au Maire de Vincennes (1957 → 1971) |

| Période      | Période | Identité      | Étiquette | Qualité |
| ------------ | ------- | ------------- | --------- | --- |
| 14 mars 1976 | 1980    | Nicole Garand | PCF       | Employée |
| 1980         | 1985    | Jean Clouet   | UDF-PR    | Responsable d'organismes du secteur de l'automobile Maire de Vincennes (1971 → 1996) Sénateur du Val-de-Marne (1986 →2004) Conseiller général de Vincennes-Fontenay-Sud (1970 → 1979) |

| Période      | Période           | Identité                | Étiquette    | Qualité |
| ------------ | ----------------- | ----------------------- | ------------ | --- |
| mars 1985    | 1989 (démission)  | Jean Clouet             | UDF-PR       | Responsable d'organismes du secteur de l'automobile Maire de Vincennes (1971 → 1996) Sénateur du Val-de-Marne (1986 →2004) Conseiller général de Vincennes-Fontenay-Sud (1970 → 1979) Démissionnaire pour cause de cumul de mandats |
| juin 1989    | août 2000 (décès) | Pierre Souweine         | UDF          | Adjoint au maire de Vincennes Décédé en fonction |
| octobre 2000 | 2011              | Jean-Michel Seux        | UDF puis UMP | Adjoint au maire de Vincennes |
| 2011         | 2015              | Mme Dominique Le Bideau | App. NC      | Adjointe au maire de Vincennes Conseillère départementale du canton de Vincennes (2015 → ) |

## Composition

### Période 1967 - 1976
Le canton créé en 1967 comprenait, selon la toponymie de l'époque, « la partie Est de la commune de Vincennes délimitée à l'Ouest par l'axe de l'avenue de Paris (jusqu'à l'avenue du Château), l'axe de l'avenue du Château (jusqu'à la rue Lejemptel), l'axe de la rue Lejemptel (jusqu'à la rue Raymond-du-Temple), l'axe de la rue Raymond-du-Temple, l'axe de la rue de Fontenay(jusqu'à la rue de Montreuil) et l'axe de la rue de Montreuil ».

### Période 1976 - 1984
« Le canton de Vincennes-Est, qui prend le nom de Vincennes-Fontenay-Nord », comprenait  « la partie Est de la commune de  Vincennes ainsi que la partie de la commune de Fontenay-sous-Bois délimitées, par l'axe des voies ci-après :
« A l'Est : boulevard de Verdun, avenue de la République, rue André-Tessier, rue Saint-Germain, rue du Cheval-Ru, rue de Rosny, place du Général-Leclerc, rue de Neuilly ;
« Au Sud : rue du Berceau, rue de la Mairie, rue Mauconseil, rue Dalayrac, rue Diderot, rue de La Jarry, rue de la Liberté, avenue des Vorges, rue de Fontenay ;
« l'Ouest, par la rue de Montreuil ».

### Période 1984 - 2015
Le canton, qui recouvre le nom de Vincennes-Est recouvrait l'est de la  commune de Vincennes, c'est-à-dire « la portion de territoire de la commune de Vincennes non incluse dans le canton de Vincennes-Ouest ».
| Communes                   | Population (2012) | Code postal | Code Insee |
| -------------------------- | ----------------- | ----------- | ---------- |
| Vincennes, commune entière | 43 595            | 94 300      | 94 080     |

## Démographie
| 1962 | 1968 | 1975 | 1982 | 1990   | 1999   | 2009 |
| ---- | ---- | ---- | ---- | ------ | ------ | ---- |
| -    | -    | -    | -    | 21 679 | 22 057 | -    |